# Yara Khoury-Mikhael
Yara El Khoury-Mikhael (Beirut, 6 novembre 1992) è una modella libanese, eletta Miss Libano 2011 il 10 luglio 2011.

## Biografia
È stata incoronata da Rahaf Abdallah, Miss Libano 2010. La modella si è classificata al primo posto fra le sedici concorrenti del concorso, davanti a Carolina Nassar e Sonia Lynn Gebrayel, rispettivamente seconda e terza classificata.
Al momento dell'incoronazione, Yara El Khoury-Mikhael, che è alta un metro e settantasei, aveva completato gli studi superiori presso il Grand Lycee Franco Libanais ed era iscritta al primo anno dell'università Lebanese American University.
Grazie alla vittoria del titolo nazionale, Yara El Khoury-Mikhael è stata scelta come rappresentante ufficiale del Libano per i concorsi di bellezza internazionali Miss Universo 2011, che si è tenuto il 12 settembre 2011 a São Paulo, Brasile, e Miss Mondo 2011.